# Lucyna Ćwierczakiewiczowa
Lucyna von Bachman, primo voto Staszewska, secundo Ćwierczakiewiczowa (ur. 17 października 1826, zm. 26 lutego 1901 w Warszawie) – autorka książek kucharskich i poradników traktujących o prowadzeniu gospodarstwa domowego, publicystka.

## Życiorys

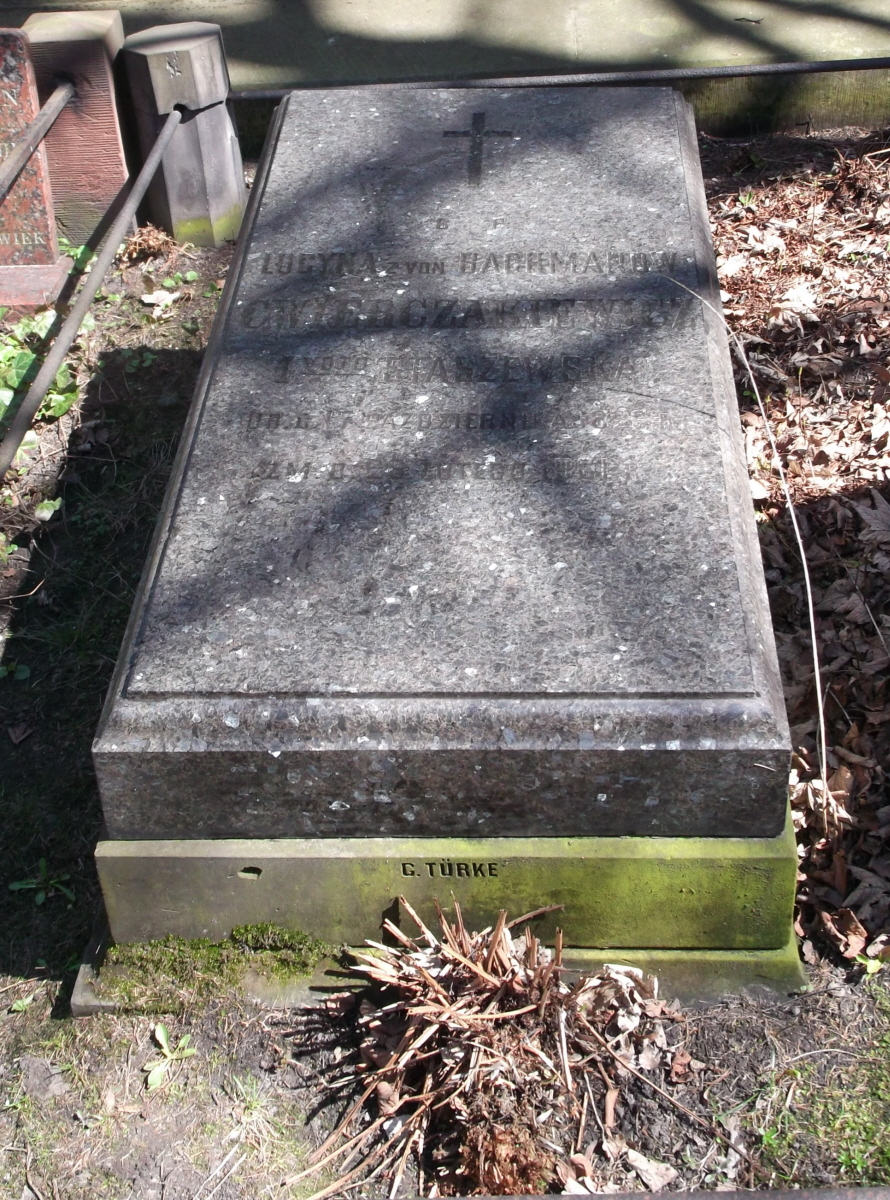
Grób Lucyny Ćwierczakiewiczowej

Pochodziła z von Bachmanów, rodziny znanej z niepospolitej ekstrawagancji. Córka prawnika, odebrała wykształcenie domowe. Po rozwodzie z pierwszym mężem, obywatelem ziemskim Feliksem Staszewskim, poślubiła inżyniera Stanisława Ćwierczakiewicza.
Znana jest jako autorka książek kucharskich: Jedyne praktyczne przepisy wszelkich zapasów spiżarnianych oraz pieczenia ciast (Warszawa 1858, wyd. ros. pt. Jedinstwiennyje prakticzeskije prawiła dla prigotowlenija wsiakago roda pieczenij, warienij i raznych zapasow na zimu, Petersburg 1874) oraz 365 obiadów za pięć złotych (Warszawa 1860), które doczekały się ponad 20 wydań. Później opublikowała kolejne pozycje: Poradnik porządku i różnych nowości gospodarskich (Warszawa 1876), Naukę robienia kwiatów bez pomocy nauczyciela (Warszawa i Kraków 1879) i inne.
W 1883 roku za wydania swoich książek otrzymała w sumie 84 tysiące rubli, co stanowiło niemal trzykrotną wartość sporego majątku ziemskiego. Wysokie zarobki Ćwierczakiewiczowej stały się tematem dwóch felietonów w pismach warszawskich (w „Kłosach” i „Tygodniku Ilustrowanym”). Pod względem nakładów książki Ćwierczakiewiczowej przewyższały wydania dzieł Adama Mickiewicza czy Słowackiego.
W latach 1865–1894 prowadziła dział mody i gospodarstwa domowego w tygodniku „Bluszcz” oraz współpracowała z „Kurierem Warszawskim”. Po 1870 r. prowadziła przy ulicy Królewskiej 3 salon, w którym podejmowała gości przyrządzanymi przez siebie daniami.
Od 1875 r. redagowała popularny kalendarz dla kobiet Kalendarz na rok... Kolęda dla Gospodyń. Podobnie jak w czasopismach, z którymi współpracowała, publikowała w nim porady kulinarne i porady z zakresu gospodarstwa domowego. Jako zwolenniczka emancypacji propagowała samodzielną pracę zawodową kobiet. W części literackiej kalendarza zamieszczała nowele, opowiadania i jednoaktowe sztuki teatralne. Swoimi felietonami przyczyniła się do spopularyzowania walorów Zakopanego.
Zmarła 26 lutego 1901 w Warszawie. Została pochowana na cmentarzu ewangelicko-reformowanym w Warszawie (kwatera E-1-6).
Była popularną postacią dziewiętnastowiecznej Warszawy, bohaterką opowiadań i anegdot, m.in. o jej legendarnej oszczędności, przez którą jej nazwisko zostało żartobliwie przekręcone na „Ćwierciakiewiczową”. Jednym z najbardziej znanych jej sympatyków był Bolesław Prus.
Ćwierczakiewiczowa posiadała nowoczesne, jak na swoje czasy, poglądy na kwestie np. higieny, czystości i zdrowia. Dodatkowy walor realizmu i autentyczności jej poradom dodawał fakt odwoływania się do opinii znanych i cenionych warszawskich autorytetów medycznych (i nie tylko). Zdaniem jednej z badaczek twórczości Lucyny Ćwierczakiewiczowej, Izabeli Wodzińskiej, promując zdrową dietę, ruch i gimnastykę, Ćwierczakiewiczowa znacznie wyprzedziła swoją epokę i stała się prekursorką obowiązującego dzisiaj trybu życia. Sama była osobą bardzo otyłą.

## Publikacje
- 365 obiadów / przez Lucynę Ćwierczakiewicz, autorkę „Kursu gospodarstwa dla kobiet”, „Jedynych praktycznych przepisów”, „Poradnika porządku” itd. Warszawa: Wydawnictwa Artystyczne i Filmowe, 1989. Przedruk techniką fotooffsetową z oryg.
- Baby, placki i mazurki: praktyczne przepisy pieczenia chleba, bułek, placków, mazurków, tortów, ciastek, pierników i.t.p[8] / przez Lucynę Ćwierczakiewiczową. Warszawa: nakładem Jana Fiszera, 1909.
- Cokolwiek bądź chcesz wyczyścić, czyli Porządki domowe[9] / przez Lucynę C. Wariant tytułu Cokolwiek bądź chcesz wyczyścić. Warszawa: Wydawnictwa Artystyczne i Filmowe, 1982. Przedruk typograficzny z oryginału: Warszawa: Gebethner i Wolff, 1887. – Tyt. okładki.: Porządki domowe.
- Jedyne praktyczne przepisy konfitur, różnych marynat, wędlin, wódek, likierów, win owocowych, miodów oraz ciast: według wydania z 1885 roku. Warszawa: „Alfa”, 1985. Przedruk z oryginału: Warszawa: nakład autorki, 1885.
- Nauka robienia kwiatów bez pomocy nauczyciela: z 239 rycinami. Warszawa: nakład autorski: Gebethner i Wolff, 1879
- Obiady, ciasta, konfitury. Rzeszów: Krajowa Agencja Wydawnicza, 1991. Warszawa. Lwów: nakład i własność Jana Fiszera, 1911.

## Odniesienia w kulturze
W 2018 roku nakładem Wydawnictwa Literackiego ukazała się biografia Lucyny Ćwieczakiewiczowej Pani od obiadów. Lucyna Ćwierczakiewiczowa. Historia życia autorstwa Marty Sztokfisz.
Lucyna Ćwierczakiewiczowa jest główną bohaterką powieści Manueli Gretkowskiej pt. Mistrzyni, opublikowanej w 2021 roku przez wydawnictwo Znak literanova.